# Vasili Blyukher
Vasili Konstantinovich Blyukher (em russo:  Васи́лий Константи́нович Блю́хер; 1 de dezembro de 1889 – 9 de novembro de 1938), foi um comandante militar soviético.

## Biografia
Nascido de família camponesa, Vasili se juntou ao Exército Imperial Russo em 1914. Durante a Primeira Guerra Mundial foi ferido e afastado da linha de frente em 1915. No ano seguinte, juntou-se ao Partido Operário Social-Democrata e tomou partido dos socialistas durante a Revolução Russa. Em 1917, no auge da revolta, assumiu o comando dos Guardas Vermelhos para sufocar um núcleo de insurgência anti-revolucionário em Cheliabinsk. Quando o Exército Vermelho foi oficialmente criado em 1918, assumiu o posto de comandante, onde se destacou. Em 1920, se tornou o primeiro recebedor da medalha da Ordem do Estandarte Vermelho.
Durante a guerra civil que firmou os comunistas no poder, Vasili Blyukher foi reconhecido como um notável líder em batalha e foi então apontado como comandante militar da República do Extremo Oriente entre 1921 e 1922. De 1924 a 1927, foi enviado a China como conselheiro das forças do general Chiang Kai-shek e acabou ajudando na organização da Expedição do Norte.
Como um dos principais comandantes das forças soviéticas no oriente, teve que lidar com o crescente expansionismo japonês na China e na fronteira. Em 1929, derrotou os chineses em um rápido confronto. Em 1932, tomou a frente na luta para conter os avanços do Japão na Manchúria. Em 1935, foi nomeado Marechal da União Soviética. Em 1938, liderou as tropas russas na batalha do lago Khasan. Apesar de ter se saído vitorioso, algumas de suas decisões foram bastante questionadas.
Vasili sobreviveu os primeiros anos do Grande Expurgo, em que Stalin estava exterminando boa parte da liderança do Exército Vermelho que julgava não ser completamente leal a ele. Porém em agosto de 1938, após a batalha de Khasan, onde ele não foi tão eficiente, acabou sendo dispensado do seu posto. Em 22 de outubro do mesmo ano, foi preso pela NKVD (a polícia política). Um dos fatores que contribuíram para a sua prisão foi a fuga de Genrikh Lyushkov, um subordinado seu, para o Japão.
Negando-se a colaborar, foi torturado repetidas vezes pelos homens da NKVD. Ele nunca viria a ser julgado por traição. Vasili Blyukher faleceu na prisão de Lefortovo, Moscou, em 9 de novembro de 1938. A causa da morte ainda é motivo de controvérsia. Alguns relatos afirmam que sua saúde deteriorou por causa das sessões de tortura, mas outros afirmam que ele foi executado com um tiro a mando de Stalin. Descartado, sua família só foi oficialmente informada de sua morte em 1956. Ele foi então reabilitado e enterrado com honras dignas de seu antigo posto de Marechal.